# 瓊斯縣 (南達科他州)
瓊斯縣（英語：Jones County）是美国南达科他州中南部的一個縣，面積2,517平方公里。根據2020年美國人口普查，共有人口917人。縣治默多（Murdo）。該縣成立於1916年1月15日，縣政府成立於1917年1月16日；縣名來自艾奥瓦州的同名縣。